# Sospita wallacei
Sospita wallacei är en fjärilsart som beskrevs av William Chapman Hewitson 1862. Sospita wallacei ingår i släktet Sospita och familjen juvelvingar. Inga underarter finns listade i Catalogue of Life.